# St. Bartholomäus (Köln-Ehrenfeld)

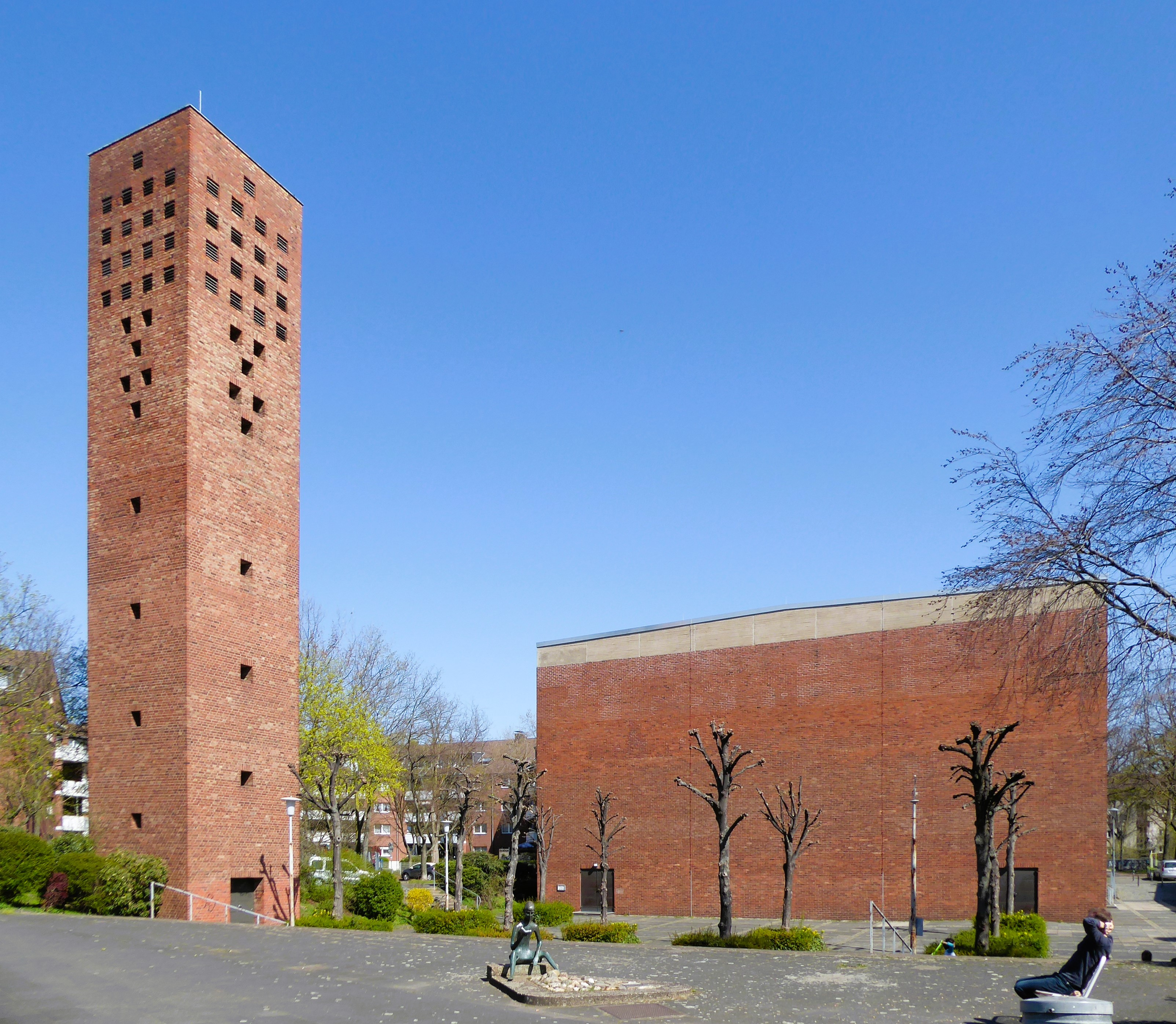
Grabkirche St. Bartholomäus (Foto: 2021)

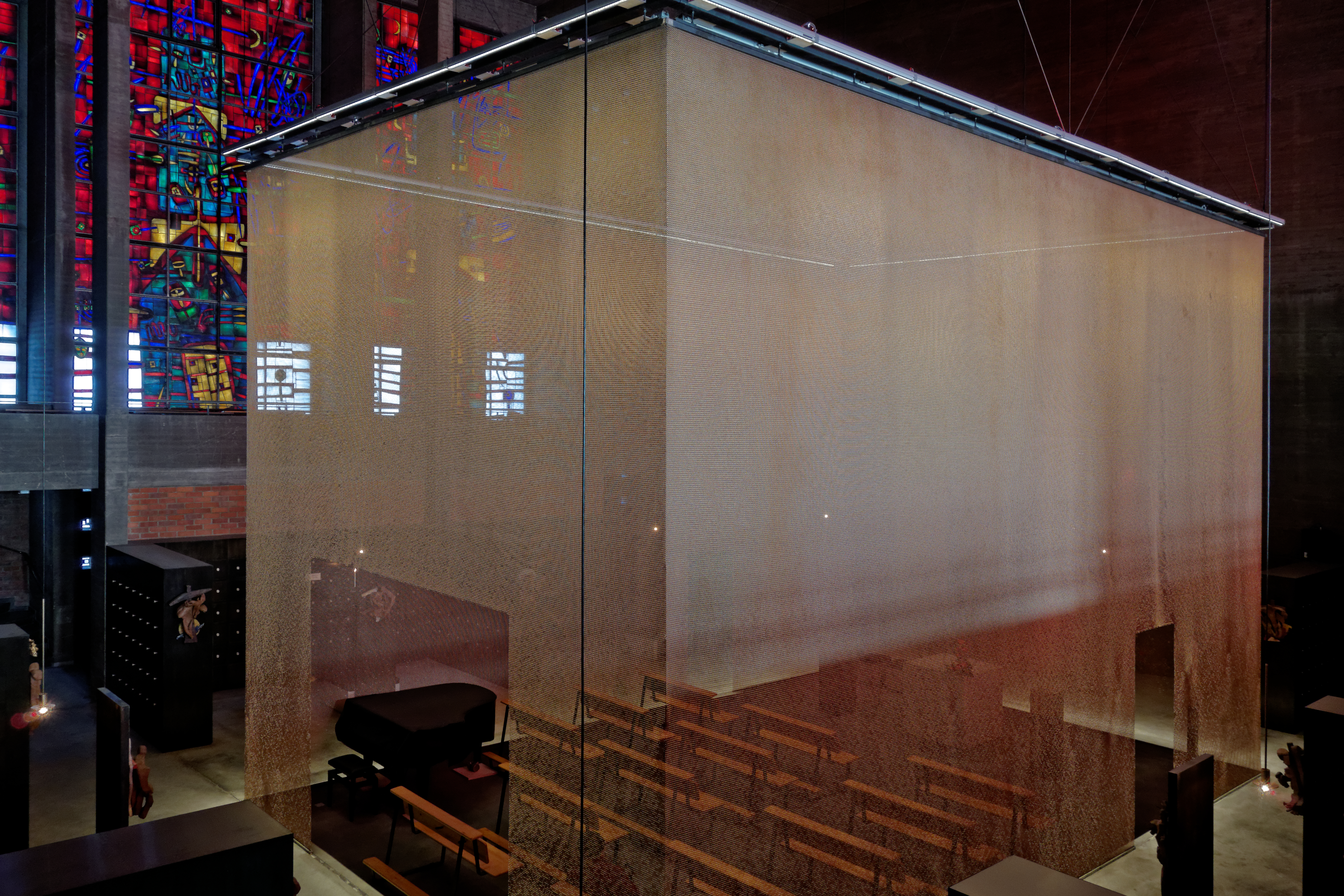
Kapellenraum (Foto: 2014)

Die Grabkirche St. Bartholomäus ist eine ehemalige römisch-katholische Pfarrkirche in Köln-Ehrenfeld, die seit 2014 als Kolumbarium genutzt wird, in der die Asche der Verstorbenen in Grabkammern beigesetzt wird. Träger der Grabkirche ist die katholische Kirchengemeinde Zu den Heiligen Rochus, Dreikönigen und Bartholomäus. Sie ist die erste und bisher (Stand 2019) einzige Grabkirche im Erzbistum Köln.

## Geschichte
1955 wurde der Architekt Hans Schwippert, ein Vertreter des Funktionalismus, mit der Planung der Kirche beauftragt. Sie wurde 1958–59 errichtet und im Dezember 1959 geweiht; der Bau des Kirchturms folgte 1962. Die betont schlicht gehaltene Kirche wurde auf etwa quadratischem Grundriss errichtet und zeigt im Inneren den rohen Sichtbeton, die Außenfassade wurde mit rotem Backstein verkleidet. 1978 wurden die von Giselbert Hoke geschaffenen Buntfenster eingesetzt, 1988 folgte der von Ludek Tichy gefertigte Kreuzweg. Im April 1995 wurde die Kirche unter der Nummer 7460 als Baudenkmal in die Kölner Denkmalliste aufgenommen.
2006 entschied sich der Kirchenvorstand nach der Zusammenlegung der drei Gemeinden St. Rochus, St. Dreikönigen und St. Bartholomäus zur Umgestaltung der St.-Bartholomäus-Kirche in eine Grabkirche. Der Architektenwettbewerb zur Umgestaltung der Kirche in ein Kolumbarium wurde im Januar 2011 ausgeschrieben. 2011 wurden das Dach und die Fassade des Gebäudes saniert und der Entwurf des Architekten Hans-Peter Kissler aus Wiesbaden zur Umwandlung in eine Grabkirche ausgewählt. Im März 2013 erteilte das Erzbischöfliche Generalvikariat die Baugenehmigung.
Am 24. Januar 2014 wurde die Grabeskirche St. Bartholomäus durch Weihbischof Melzer eröffnet und gesegnet, die erste Urnenbeisetzung in der Grabkirche fand am 27. Januar 2014 statt.

## Innenräume und Ausstattung
Es entstand ein Andachtsraum mit einer Grabanlage, der durch die von Giselbert Hoke gestalteten Fenster, die den Sonnengesang Franz von Assisis darstellen, und einen Kreuzweg des tschechischen Künstlers Ludek Tichy dazu einladen soll, über Leben und Tod nachzudenken. Neugeschaffen wurden die Sakralgegenstände und ein Vorhang aus einem Metallgewebe, der einen zentralen Kapellenbereich von den Grabstätten trennt.
In Stahlwänden mit Oberflächen aus brüniertem Messing sind 2400 Urnenplätze in 800 Doppel- und 800 Einzelkammern um den Kapellenbereich angeordnet. Nach Ablauf der Ruhezeit wird die Asche in einen „Ewigkeitsraum“ unter dem Umgang verbracht und die zugehörige Namensplakette in einer Kapelle angebracht, um weiterhin an den Verstorbenen zu erinnern.